# Haute cuisine

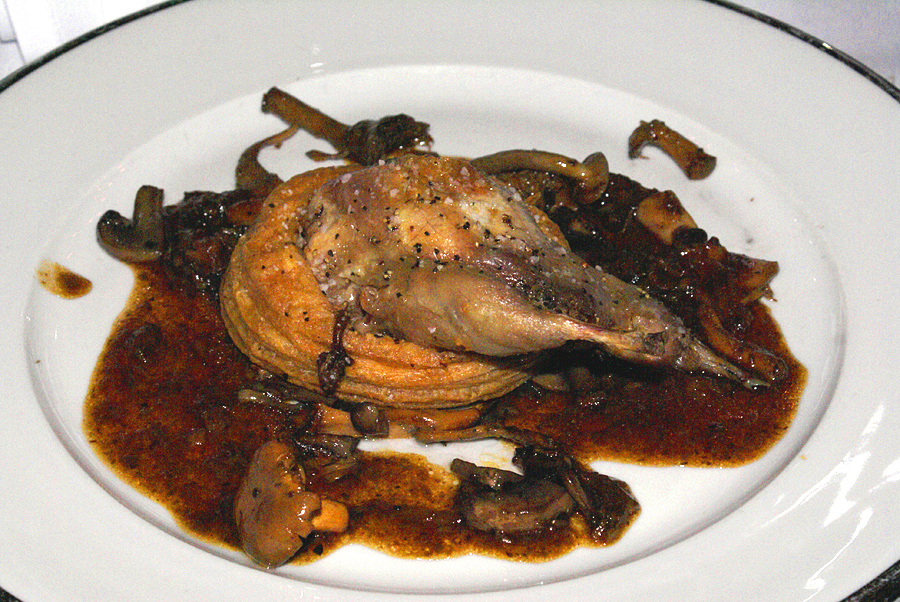
Caille en sarcophage – przykładowe danie haute cuisine

Haute cuisine (z j. fr., dosłownie wysoka kuchnia) – określenie odnoszące się do wynalezionej we Francji sztuki kulinarnej. Haute cuisine jest kuchnią serwowaną w najlepszych restauracjach i hotelach na całym świecie. 
Dla restauracji serwującej haute cuisine charakterystyczne jest:
- staranne przygotowywanie i prezentacja potraw
- potrawy przyrządzane są z najlepszych, najświeższych i często bardzo rzadkich oraz drogich składników
- duże posiłki złożone z małych, ale wysublimowanych dań
- bogaty wybór win
- najwyższej klasy obsługa, hierarchiczna i efektywnie zarządzana
- wysokie ceny

Kuchnia ta była określana z francuskiego cuisine classique (kuchnia klasyczna) do roku 1970, gdy to cuisine classique została wyparta przez nouvelle cuisine (fr. nowa kuchnia), powstała w opozycji do tej pierwszej. Podczas gdy haute cuisine tworzyły drogie, ekstrawaganckie i niezwykle starannie przyrządzane dania, cuisine nouvelle opierała się na lekkich, zdrowych i szybko przyrządzanych potrawach.
Obecnie haute cuisine nie ma określonego stylu, restauracje haute cuisine serwują zarówno dania kuchni regionalnych, jak i potrawy będące mieszanką smaków i stylów różnych kuchni. To co je łączy to pieczołowite przyrządzanie potraw z najlepszych składników, wyszukana obsługa, oraz będąca ich konsekwencją wysoka cena. Jest pozytywnie odbierana przez krytyków kulinarnych i klientów, powodując, że najlepszymi restauracjami świata są te, w których serwowane są dania haute cuisine. 
Przewodniki kulinarne, takie jak przewodnik Michelin, pomogły zdefiniować współczesną haute cuisine, równocześnie bardzo ją popularyzując.